# Хорлово (Московская область)
Хорло́во — посёлок городского типа в Воскресенском районе Московской области России.
Население — 3605 чел. (2024).

## География
Расположен в 5 км к востоку от Воскресенска. Железнодорожная платформа Хорлово на Большом кольце МЖД.

## История
Первые сведения о деревне Хорловской встречаются в писцовых книгах XVI столетия. В середине XIX века здесь приобрёл участок бронницкий купец Иван Дёмин, где и построил ткацкую мастерскую, к началу XX века превратившуюся в крупную фабрику. 
В первые годы Советской власти образование Хорловского сельсовета.
В 1926 году деревня Хорлово являлась центром Хорловского сельсовета Усмерской волости Бронницкого уезда Московской губернии. В деревне числилось 731 мужчина и 904 женщины (1635 человек), проживающих в 330 дворах (в т. ч. 10 крестьянских).
27 декабря 1937 года образован рабочий посёлок Хорлово путём объединения деревни Хорлово, территорий фабрики «Серп и Молот», завода № 2 и деревни Садки (сейчас улица Садковская). Хорловский сельсовет ликвидирован. Статус посёлка городского типа — с 1938 года.
В 2004 году в состав Хорлово был включён посёлок городского типа Фосфоритный. В апреле 2019 года это объединение населённых пунктов было отменено.
В 2025 году рабочий посёлок преобразован в посёлок городского типа.

## Население
| 1926  | 1939  | 1959  | 1970  | 1979  | 1989  | 2002  | 2009  |
| ----- | ----- | ----- | ----- | ----- | ----- | ----- | ----- |
| 1635  | ↗3073 | ↗4319 | ↗4870 | ↘4318 | ↗4468 | ↘3884 | ↗7943 |
| 2010  | 2012  | 2013  | 2014  | 2015  | 2016  | 2017  | 2018  |
| ↘7875 | ↘7861 | ↘7844 | ↗7875 | ↘7860 | ↘7825 | ↘7744 | ↘7663 |
| 2019  | 2020  | 2021  | 2023  | 2024  |       |       |       |
| ↘7590 | ↘3051 | ↗3714 | ↘3639 | ↘3605 |       |       |       |

## Экономика
С 1999 года в посёлке работает завод по производству полиэтиленовой плёнки «Хорловские полимеры».
До 2009 года в посёлке работала ткацкая фабрика (производство технических тканей и др.). Вблизи населённого пункта осуществляется добыча кварцевого песка.

## Инфраструктура
- Две средних школы и одна школа-интернат коррекционного типа
- Два детских сада
- Культурно-просветительно-спортивный центр «Родник», в состав которого входят дом культуры «Хорлово», дом культуры «Красный горняк», сельский клуб деревни Ёлкино, две библиотеки и два стадиона
- Подростково-молодёжный клуб «Новое поколение»
- Центр внешкольной работы «Досуг»
- Две амбулатории
- Гериатрический пансионат «Хорлово».

## Достопримечательности
В посёлке находилась старообрядческая церковь Троицы Живоначальной (1906 год), не сохранившаяся на настоящий момент. Сейчас в посёлке имеется православная церковь Введения во храм Пресвятой Богородицы.